# Доньки Абріль
«Доньки Абріль» (ісп. Las hijas de abril) — мексиканський фільм-драма 2017 року, поставлений режисером Мішелем Франко. Стрічка брала участь в секції Особливий погляд на 70-му Каннському міжнародному кінофестивалі (2017) та отримала Приз журі Особливого погляду .

## Сюжет
17-річна Валерія живе зі своєю зведеною сестрою Кларою в мексиканському містечку Пуерто-Вальярта на березі моря. Валерія вагітна від свого друга Матео і приховує це від матері. Та явно нечастий гість в будинку доньок. Але Клара проговорюється по телефону про стан сестри, і мати, метка розлучена Абріль, з Мехіко заявляється на поріг дому. Насамперед, після того, як Валерія народжує, вона примушує батьків Матео підписати згоду на удочеріння новонародженої дівчинки. Валерія і Матео — неповнолітні, і їм зараз самотужки не виростити дитину. Але потім трапляється несподіване, як для сімейної драми: Абріль від'їжджає в Мехіко, прихопивши з собою не лише онучку, але й бойфренда доньки.

## У ролях
| • Емма Суарес    | … | Абріль   |
| • Енріке Аррізон | … | Матео    |
| • Іван Кортес    | … | Хорхе    |
| • Джоана Ларегі  | … | Клара    |
| • Ерман Мендоза  | … | Грегоріо |
| • Тоні Далтон    | … | Альваро  |

## Знімальна група
- Автор сценарію — Мішель Франко
- Режисер-постановник — Мішель Франко
- Продюсери — Мішель Франко, Лоренсо Віґас, Мозес Зонана
- Виконавчі продюсери — Родольфо Кова, Габріель Ріпшейн, Давид Зонана
- Оператор — Ів Кап
- Монтаж — Мішель Франко, Хорхе Вайз

## Нагороди та номінації
| Список нагород та номінацій         | Список нагород та номінацій | Список нагород та номінацій  | Список нагород та номінацій | Список нагород та номінацій | Список нагород та номінацій |
| Кінопремія                          | Дата церемонії              | Категорія                    | Номінант(и)                 | Результат                   | Дж                          |
| ----------------------------------- | --------------------------- | ---------------------------- | --------------------------- | --------------------------- | --------------------------- |
| Каннський міжнародний кінофестиваль | 27.05.2017                  | Приз «Особливий погляд»      | Доньки Абріль               | Номінація                   |                             |
| Каннський міжнародний кінофестиваль | 27.05.2017                  | Приз журі «Особливий погляд» | Доньки Абріль               | Перемога                    | [ 3 ]                       |